# Oligonicella scudderi
Oligonicella scudderi là một loài Bọ ngựa trong họ Bọ ngựa. Loài này được Saussure miêu tả năm 1870. Đây là loài bản địa của Hoa Kỳ.